# 梅夫人婦女會主樓
梅夫人婦女會

## 宗旨
梅夫人婦女會（The Helena May） （页面存档备份，存于）是香港一座獨一無二的歷史建築，一家獨特的私人會所，位於交通便利的中環地段 ; 提供價格實惠的住宿，並為本地及國際會員提供多種社交活動、精緻的西式餐飲、休憩花園以及富特色的圖書館。其社區外展計劃延續了創辨人梅夫人的理念——關懷香港的女性與女孩，並已擴展至更多領域。該會所的使命 – 歷史的傳承、關懷社區與待客之道，一直延續至今，並在2016年度過了百年慶典。

## 歷史
梅夫人是香港第15任總督梅含理爵士（Henry May）的妻子，她育有四名女兒，因此很了解在20世紀初香港這樣一個繁榮城市潛在的危險，年輕單身女性很需要一個安全的避風港。她發起籌劃建造這座會所，並在兩位熱心公益的成功商人——嘉道理爵士（Sir Ellis Kadoorie）和何甘棠先生（Mr Ho Kom Tong）——以及許多其他公眾的慷慨支持下於1916年完工。建築物選址於花園道35號，因其靠近中環的山頂纜車的下站。
梅夫人婦女會的主樓於1993年被列為法定古蹟——這是歷史建築的最高級別。它採用愛德華古典復興風格建造，並融合了其他風格如布雜藝術、巴洛克和矯飾主義的特徵。由於其歷史價值，主樓已被列入香港文物徑。
梅夫人婦女會大樓（最初稱為梅夫人院舍）開幕時，其三層樓包括辦公室、圖書館、供會員閱讀、用餐和社交的空間、臥室以及女舍監的住所。早期，面向花園的低層房間曾被間開用作舞蹈室和餐廳，現今用作圖書館。後來，建築物的北側和南側進行了擴建，以容納辦公室並增加客房數目。50年代末，因香港缺乏出租客房，網球場在當時被改建為庭園大樓。
在1920和1930年代，梅夫人婦女會因交通方便和寬敞的地面接待區，成為舉辦公眾音樂演奏會、講座和舞會的熱門場地。第二次世界大戰期間，會所被日軍佔領，接待區被改為辦公室和臨時圖書館。戰後，英國皇家空軍徵用了主樓，直到1947年，會所才恢復正常運作。次年（1948年），嘉露貝文芭蕾舞學校（Carol Bateman School of Dancing）在地下室開設兒童舞蹈班，至今該校的芭蕾舞課程仍在這裡進行。會所的圖書館重新積累了書籍，現已成為香港最大的私人英文圖書館，擁有約25,000本藏書，涵蓋多種類型。圖書館位於地下室，毗鄰花園，並設有專門的兒童圖書區。
在過去半個世紀，該婦女會保持其宗旨，並擴大了會員規模、活動和餐飲設施，同時增加了慈善籌款和社區外展計劃。其歷史建築也成為婚禮和宴會的熱門場地。

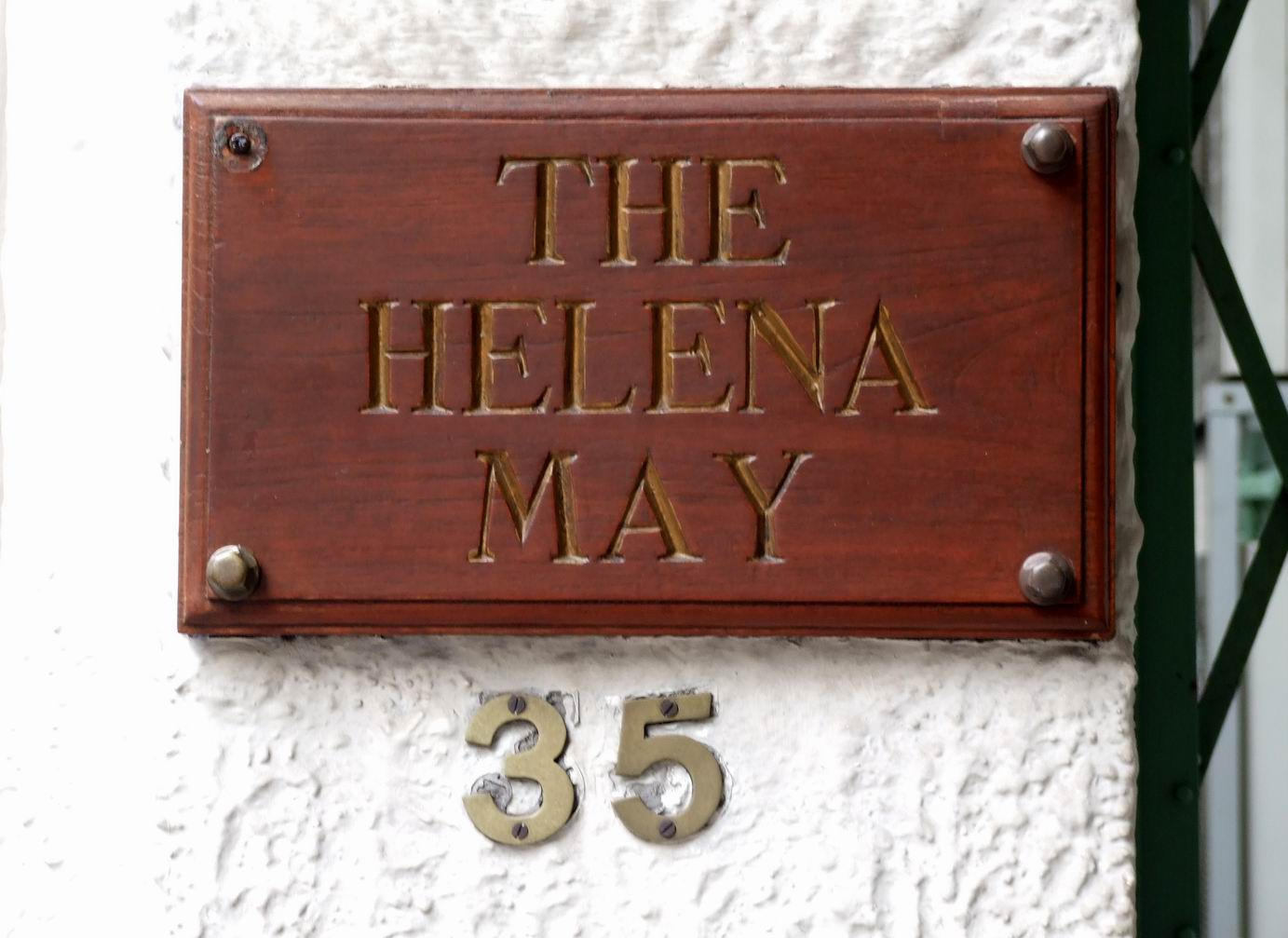
梅夫人婦女會新名
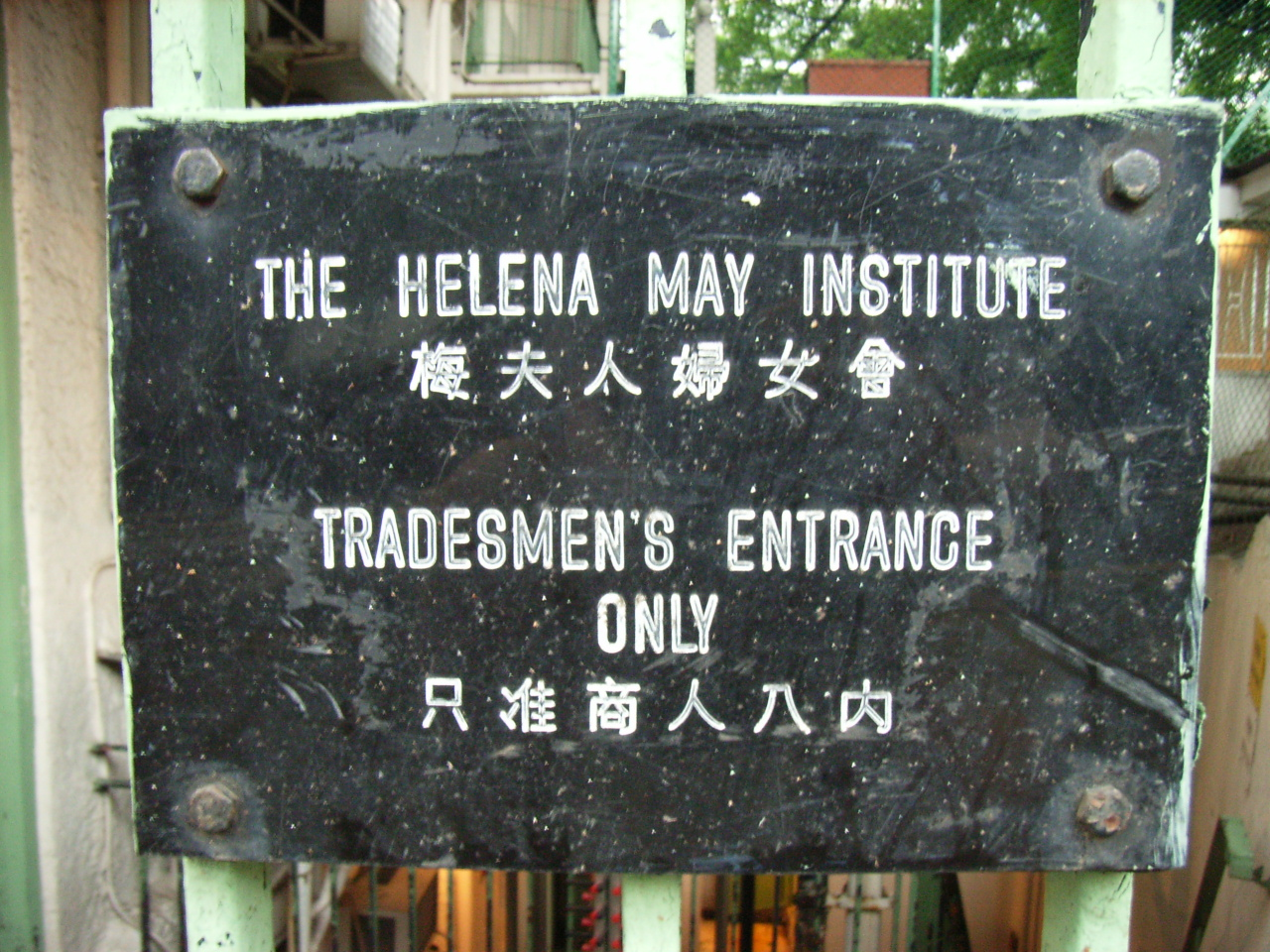
梅夫人婦女會舊稱

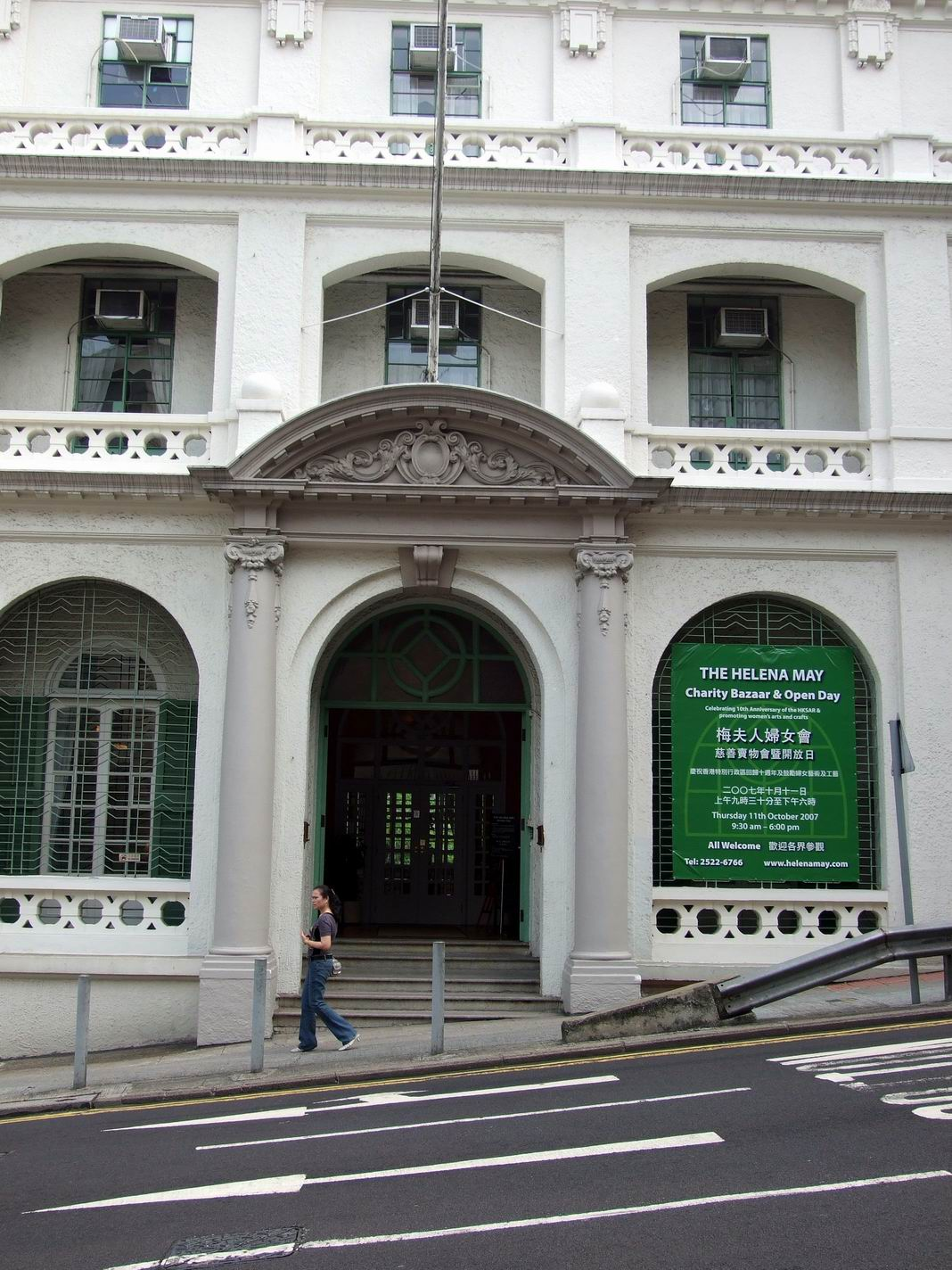
主樓正門
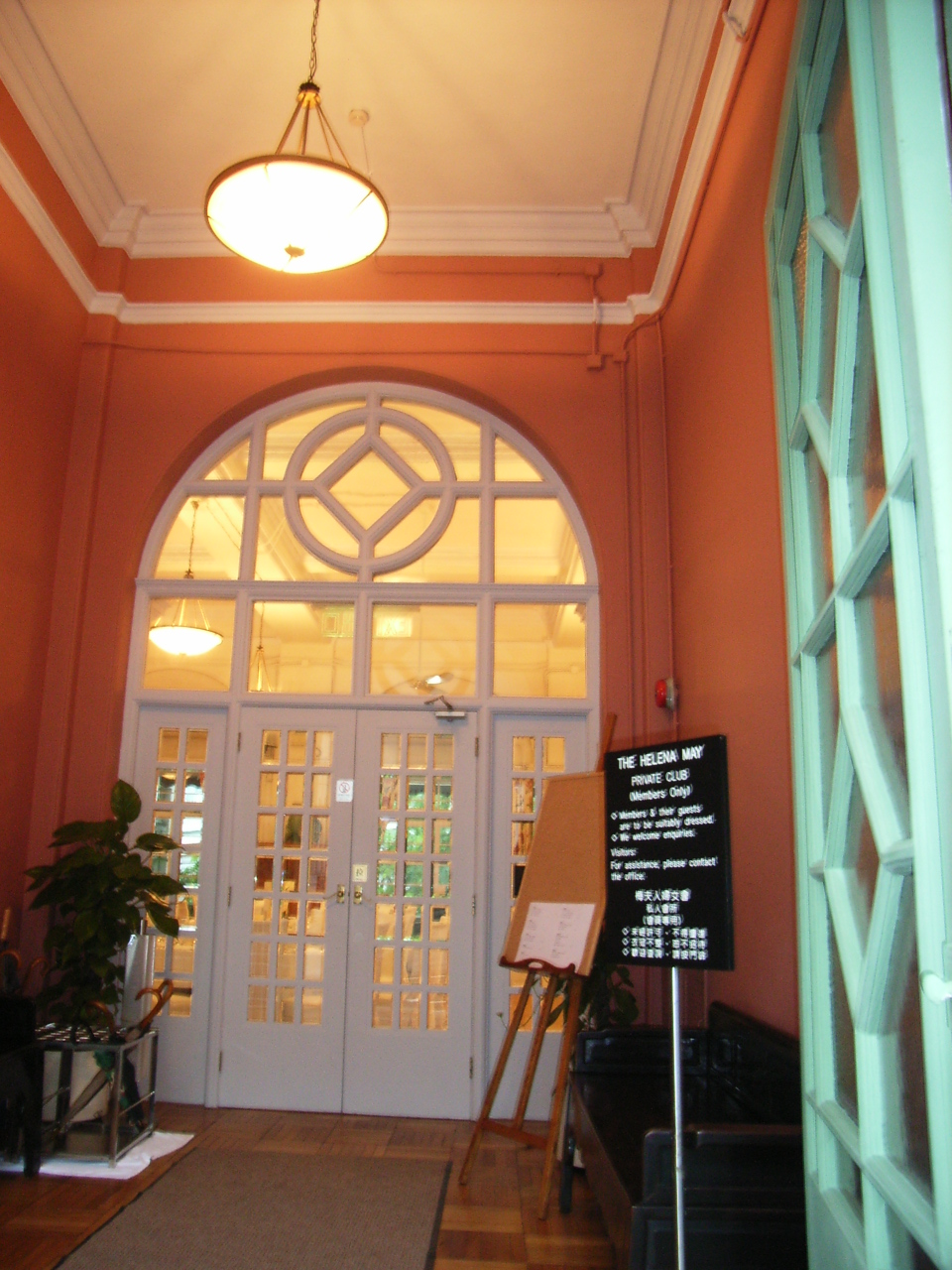
現在是一家私人會所
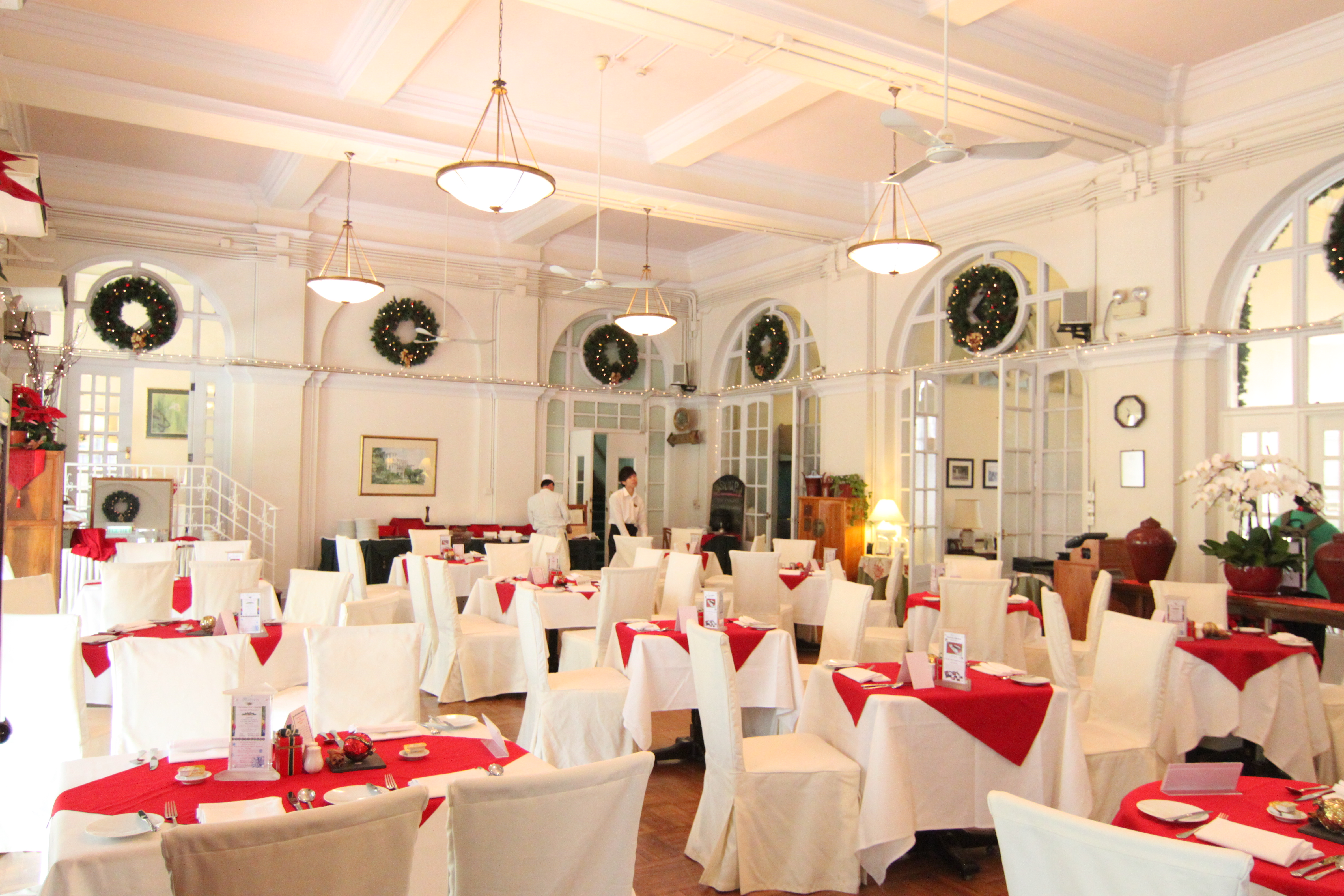
宴會廳
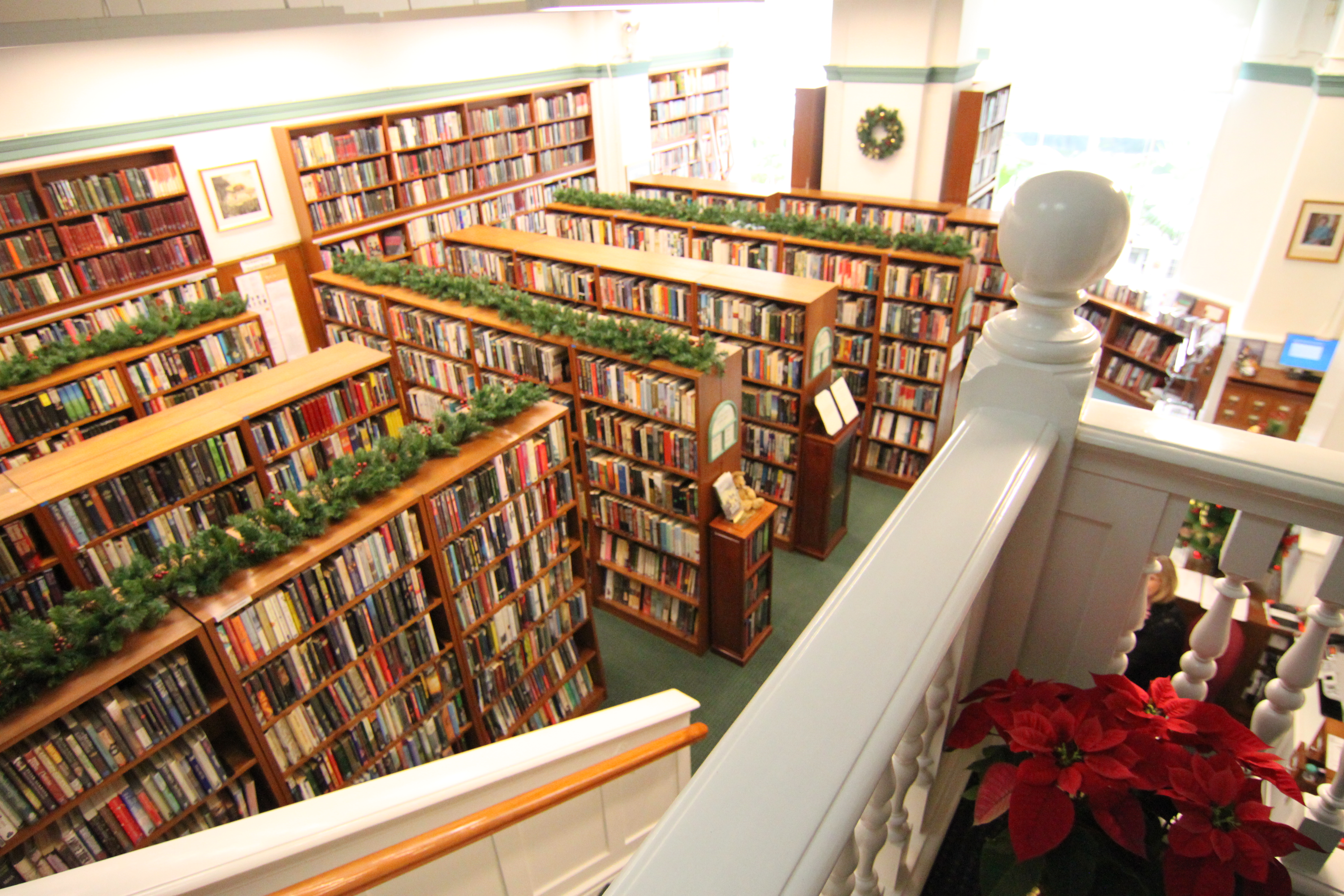
圖書館

## 外部参考
- 康文署：梅夫人婦女會主樓
- 梅夫人婦女會網站 （页面存档备份，存于）（英文）
- 梅夫人婦女會主樓位置地圖 （页面存档备份，存于）

1. ↑  .   [2025-04-03]. （原始内容存档于2007-09-02） （美国英语）.